# Anguillanische Fußballnationalmannschaft der Frauen
Die anguillanische Frauenfußballnationalmannschaft ist eine Auswahlmannschaft der Anguilla Football Association, die das britische Überseegebiet Anguilla auf internationaler Ebene bei Frauen-Länderspielen vertritt. Die Mannschaft nahm bislang nur an der Qualifikation zum CONCACAF W Championship teil, jedoch nicht am CONCACAF W Championship selbst oder an Weltmeisterschaften. Derzeitiger Trainer ist Ben Gooden.

## Geschichte
Ihr erstes Spiel absolvierte die Mannschaft am 28. August 2004. Das Freundschaftsspiel gegen Antigua und Barbuda wurde mit 1:0 verloren. In der ersten Runde der Qualifikation zum CONCACAF Women’s Gold Cup 2010 gelang Anguilla ein Sieg gegen Grenada, das Spiel gegen Barbados wurde verloren. Damit schied die Mannschaft in der ersten Qualifikationsrunde aus. Die Teilnahme an der Qualifikation zum CONCACAF Women’s Gold Cup 2014 wurde vor Beginn der Qualifikationsspiele zurückgezogen. Im Rahmen der Qualifikation zum CONCACAF Women’s Gold Cup 2018 verlor Anguilla alle Gruppenspiele gegen Puerto Rico, Aruba, die Dominikanische Republik und Kuba. Ebenso wurden bei der Qualifikation zum CONCACAF W Championship 2022 alle Spiele gegen Puerto Rico, Suriname, Antigua und Barbuda und Mexiko verloren, womit abermals der letzte Platz in der Tabelle belegt wurde. Bei der Qualifikation zum CONCACAF W Gold Cup 2024 erzielte Anguilla einen Sieg und ein Unentschieden gegen die Cayman Islands und verlor beide Spiele gegen Curaçao. Damit belegte die Mannschaft den zweiten Platz in Liga C4.

## Turniere

### Weltmeisterschaft
- 1991 bis 2023 – nicht teilgenommen

### CONCACAF W Championship / Gold Cup
- 1991 bis 2006 – nicht teilgenommen
- 2010 – nicht qualifiziert
- 2014 – Teilnahme zurückgezogen
- 2018 – nicht qualifiziert
- 2022 – nicht qualifiziert
- 2024 – nicht qualifiziert

### Karibikmeisterschaft
- 2000 bis 2018 – nicht teilgenommen